# Jeroni Rosselló i Ribera

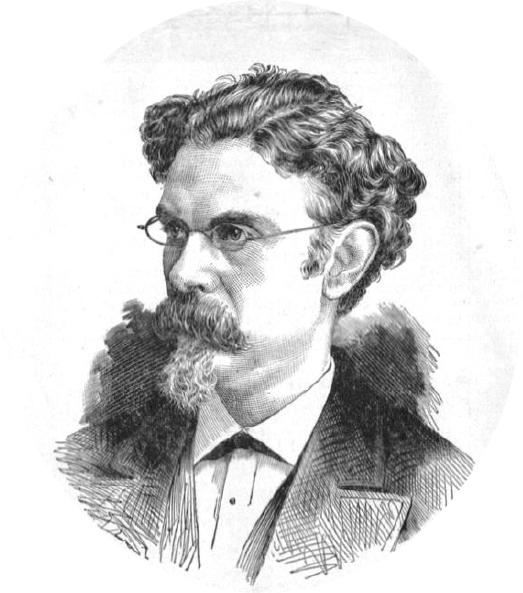
Jeroni Rosselló Ribera im Jahr 1879

Jeroni Rosselló i Ribera (* 1827 in Palma de Mallorca; † 1902 ebenda) war ein mallorquinischer Dichter, Ramon-Llull-Fachmann und Politiker.
Rosselló erwarb sein Abitur am Institut Balear. Er studierte Jura an der Universität Barcelona. Er arbeitete als Jurist in Palma, wo er beruflich bekannt wurde. Als Freund von Víctor Balaguer wurde er zum bekanntesten Politiker der Partit Sagastí, der liberalen Partei von Práxedes Mateo Sagasta, in Mallorca.
Rosselló war ein guter Kenner und großer Bewunderer der deutschen Literatur. Vor allen Dingen von Friedrich Schiller ließ er sich in seiner spanischsprachigen  (Hojas y flores, 1853; Ecos del septentrión, 1857) und in seiner umfangreichen katalanischen Poesie beeinflussen. Vor allen Dingen in seine katalanische Poesie führte er Archaismen als bewusstes Stilmittel ein. Mit seinen Werken über die Geschichte Mallorcas (Lo joglar de Mallorca, 1862) gewann er mehrere Preise bei den Jocs Florals in Barcelona. 1863 war er zum Mestre en Gai Saber ernannt worden. 1873 war er selbst Präsident der Jocs Florals. Rosselló veröffentlichte in mehreren mallorquinischen Zeitschriften sowie im Calendari Català und Lo Gay Saber von Barcelona hauptsächlich Übersetzungen von ausländischen Dichtern. 1863 gab er die Gedichtsammlung Poetas de las islas Baleares mit Dichtungen spanischsprachiger Autoren des 16. und 17. Jahrhunderts heraus. 1873 gab er die Gedichtesammlung Poetes balears von damals aktuellen katalanischsprachigen Dichtern der Balearen heraus.
Rosselló war ein Fachmann und Kenner von Ramon Llull. Er arbeitete an der Herausgabe von einer nach diesem benannten Biblioteca lul·liana, in der erstmals dessen katalanisches Gesamtwerk präsentiert wurde. 1859 gab er die Obras rimadas heraus, das in Reimform vorliegende Werk von und im Stile von Ramon Llull. Neben bis zu diesem Zeitpunkt unveröffentlichten Werken von Llull finden sich hier auch apokryphe Werke im Stile Llulls. Rosselló erkrankte in dieser Phase; der Schriftsteller Mateu Obrador i Bennàssar führte das Werk mit großer wissenschaftlicher Akribie fort. Rosselló hatte ebenfalls die Herausgabe des Felix von Marià Aguiló für die Reihe Biblioteca Catalana vorbereitet.